# Karol Jilg
Karol Jilg (ur. 25 stycznia 1812 w Cieszynie) – architekt i rzeczoznawca budowlany, budowniczy domów mieszczańskich w Cieszynie (m.in. domu przy ul. Srebrnej 2) oraz tamtejszej synagogi.
Był synem Floriana, architekta.